# Pastwisko

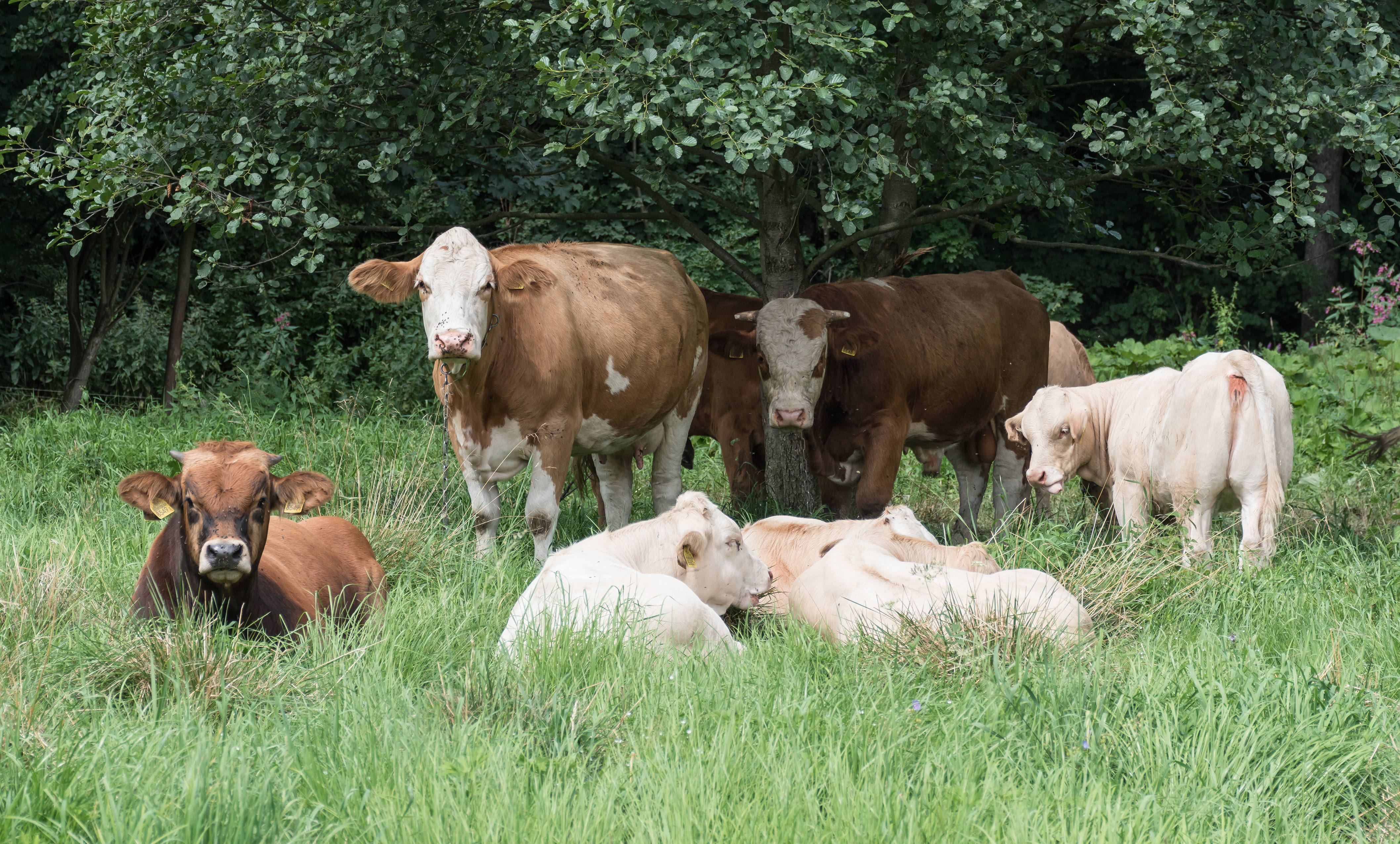
Bydło domowe na pastwisku w Nagodzicach

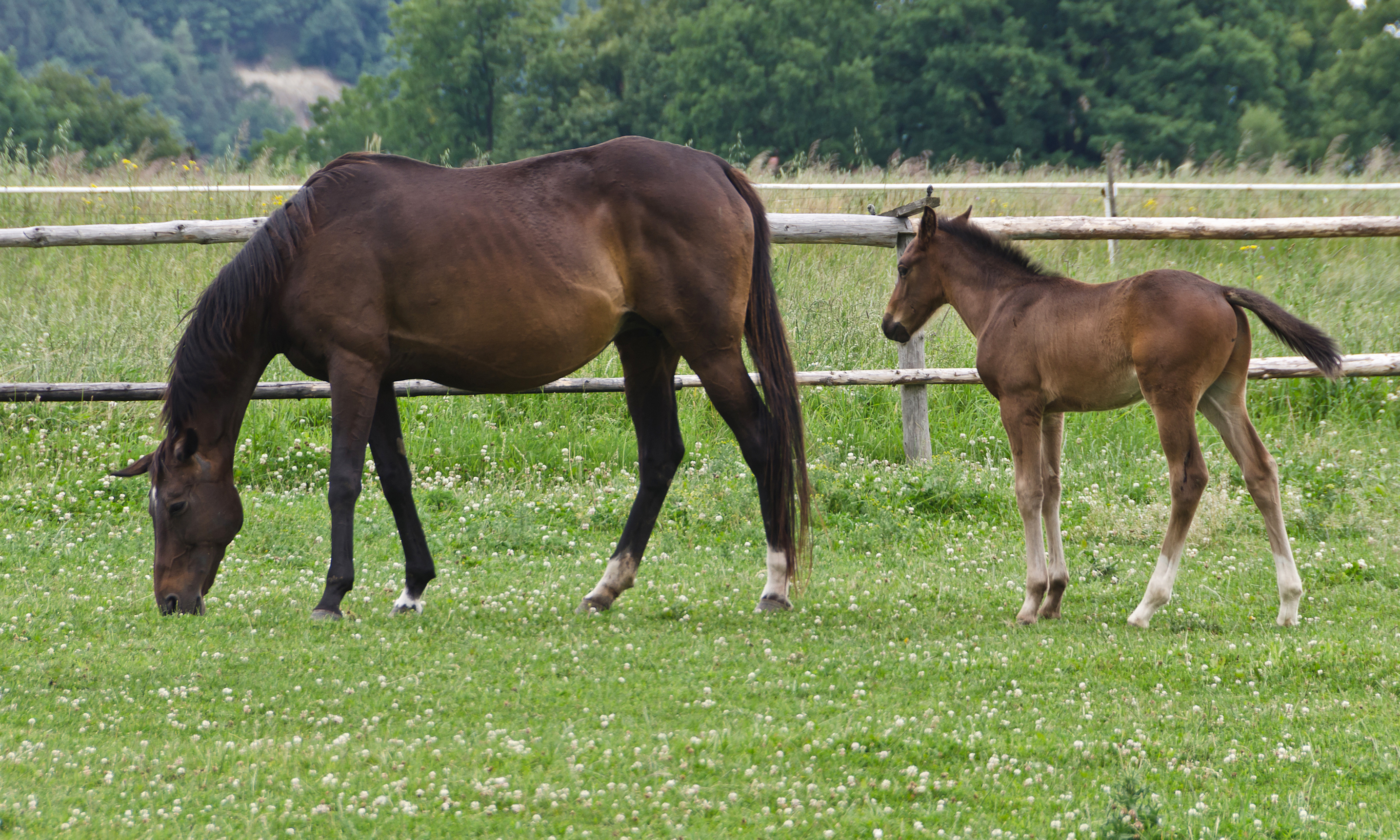
Klacz i źrebię na pastwisku

Pastwisko – rodzaj użytków zielonych porośniętych głównie wieloletnimi trawami, których wegetacja trwa niezależnie od tego, czy są to tereny uprawowe, czy też nieużytki.
Zwykle od wiosny do jesieni na pastwiskach wypasa się zwierzęta hodowlane, takie jak bydło domowe, owce czy też kozy. Pastwiska uprawowe powstają najczęściej w trzecim roku tzw. płodozmianu, a ich okres eksploatowania wynosi najczęściej kilka lat (3–5). Corocznie wymagają pewnych zabiegów rolniczych jak włókowanie, bronowanie i nawożenie. Włókowanie i bronowanie ma na celu pobudzenie systemu korzennego traw, ale również zniwelowanie kretowisk i usunięcie tzw. „niedojadów”. Użytkowe pastwiska są najczęściej ogrodzone i umożliwiają dowóz wody dla zwierząt. Pastwiska-nieużytki najczęściej są eksploatowane przez hodowców owiec i kóz, ze względu na ich skromniejsze wymagania żywieniowe. Nie oznacza to jednak, że tego typu pastwiska nie wymagają pewnych zabiegów pratotechnicznych. Często stosuje się ogrodzenia np. płot elektryczny, w celu uniemożliwienia zwierzętom przekroczenia granicy pastwiska.